# Bangladesz na Letnich Igrzyskach Paraolimpijskich 2008
Bangladesz na Letnich Igrzyskach Paraolimpijskich w Pekinie był reprezentowany przez 1 zawodnika – sprintera Abdula Quadera Sumana.

## Kadra

### Lekkoatletyka
- Abdul Quader Suman

100 m (kategoria T12) – 4. miejsce w swoim biegu eliminacyjnym (16,63)